# オキスズキ
オキスズキ（学名：Pomatomus saltatrix） は、スズキ目オキスズキ科に属する海水魚の一種で、アミキリという名称のほうが一般的。太平洋北部・東部を除く、全世界の温帯から亜熱帯に生息する回遊性魚類で、日本近海にはいない。オーストラリアではtailor、南アフリカ東岸ではshad、西岸ではelfと呼ばれる。他の名としては blue・chopper・anchoaなどがある。独特の風味は好き嫌いがあるものの、一般に食味はよいとされ、ゲームフィッシュとしても人気がある。

## 形態
成体は60-70センチメートル程度で、最大で130センチメートル・14キログラムの報告がある。第一背鰭は8-9棘、第二背鰭は23-28軟条、臀鰭は2-3棘23-27軟条。尾鰭は大きくて二叉する。第一背鰭と胸鰭は通常、その後方にある溝に畳まれる。背面は灰色がかった青緑で、腹面に向けて次第に白くなる。歯は一列、各歯の大きさは全て同じでナイフのように鋭い。均整のとれた形態である。

## 分布

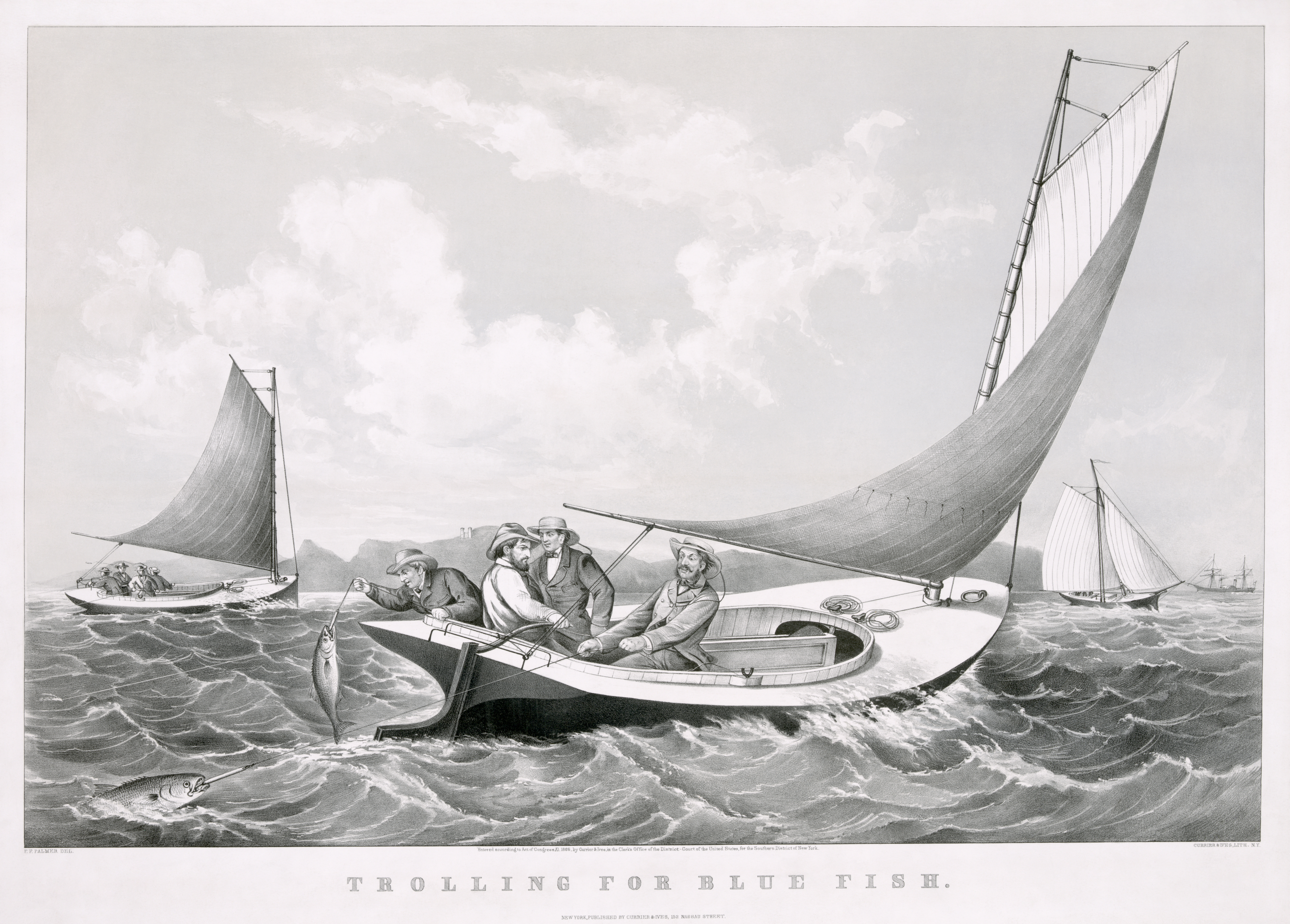
1866年のCurrier & Ivesによる版画 "Trolling for blue fish" 。

温帯から亜熱帯域を広く回遊するが、東太平洋、北西太平洋には生息しない。アメリカ東海岸（フロリダ南部から南米北部では見られない）・アフリカ・地中海から黒海（この間を回遊する）・東南アジア・オーストラリアに分布し、主に大陸棚上に生息する。砂浜や岩海岸などの沿岸性環境や、河口などの汽水域にも進入するが、周期的に沿岸を離れ、外洋域へと回遊する。
アメリカ東海岸では、冬はフロリダ沖で過ごし、4月に北上を始める。6月にはマサチューセッツ州に到達し、特に個体数の多い年には一部がノバスコシア州にまで北上することもある。10月には南下を始め、ニューヨークより北では見られなくなる。一部には回遊性が低く、周年メキシコ湾に留まる個体もいる。同様の行動が他の地域の個体群でも見られ、特にエーゲ海-マルマラ海-黒海を回遊する個体群は漁業上重要である。この個体群は、冬季をトルコの地中海沿岸で過ごす。南アフリカ沿岸では概ね海岸に沿って回遊する。

## 生活史
春から夏にかけて繁殖し、寿命は9年ほど。稚魚は動物プランクトンとして過ごし、海流に乗って分散する。フロリダ東方で、北に移動している産卵後の個体が発見されている。ほとんどの外洋性魚類のように、繁殖様式はよく分かっていない。北西大西洋では、春にハッテラス岬南方で繁殖する個体群と、夏にニューイングランド沿岸で繁殖する個体群がおり、後者のほうが稚魚の成長が遅い。

## 摂餌

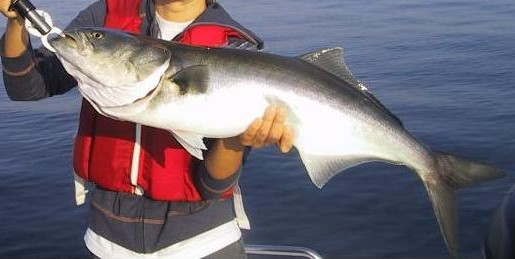
9kgを超える大型個体

成体は獰猛で強力な捕食者であり、緩い群れを作る。泳ぎは速く、小魚の群れに突入して狂乱索餌の形態で捕食する。餌は生息地と季節によって変化し、menhadenなどのニシン科魚類
・サバ科・weakfish（ニベ科）・イサキ科・striped anchovies (カタクチイワシ科)・エビ・イカなどである。若魚を共食いすることもある。餌を追って波打ち際にまで集団で突入することもあり、この行動は "bluefish blitz" と呼ばれている。
また、本種は生活史の全段階で、他の大型魚類の餌となる。稚魚期にはシマスズキ・ナツビラメ・マグロ・サメ・エイ・イルカ・weakfish・または本種の成魚の餌となり、成魚もマグロ・サメ・カジキ・アザラシ・アシカ・イルカなどに捕食される。

## 利用

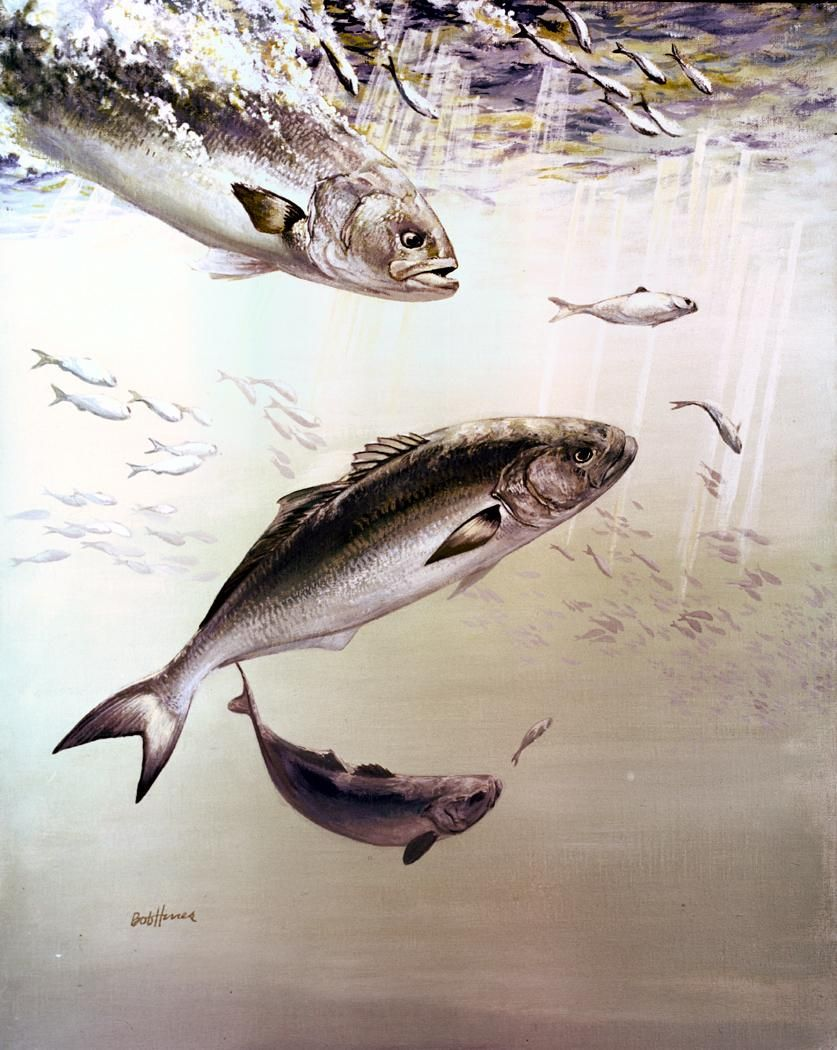

アメリカでは主に遊漁的に釣られる（83%）が、商業的にも重要である（17%）。個体数は10数年のスパンで周期的に変動する（グラフ参照）。
マグロ・サメ・カジキ漁の生き餌として用いられることもある。
力が強いため不用意に扱うのは危険である。漁業者が噛み付かれることもあり、手袋を着用して扱うことが推奨される。摂餌中の群れに不用意に近づくことは望ましくない 2006年には、アリカンテの海岸で7歳の少女が攻撃を受けたという報告がある。

## 保護
釣魚・食用としての需要は高く、世界各地で乱獲されている。管理組織による規制で個体数が安定している地域もあり、米国では1990年代後半まで乱獲状態にあったが、保護活動により2007年には個体数は完全に回復している。イスタンブールではフィスティバル ('Lüfer Festival') を通した啓蒙活動や漁獲制限によって個体群への圧力は減少していると考えられる。だが、アフリカ沿岸部では、肉の代替となる貴重なタンパク源であることから現地住民による漁が続けられている。

## 類似種
オキスズキ科にはムツが含められていたことがあるが、現在は分離されている。オキスズキ科に属する化石種として、中新世後期のカリフォルニア南部から Lophar miocaenius が発見されている。